# Stand Up and Fight
Stand Up and Fight — второй студийный альбом британской хеви-метал-группы Quartz, вышедший в апреле 1980 года. Переизданный в 2008 году на CD, альбом входит в серию дисков «N.W.O.B.H.M The Hall Of Fame Collection». Был спродюсирован бывшим менеджером Deep Purple
Дереком Лоуренсом

## Об альбоме
Альбом вышел спустя 2 года после их первого альбома Quartz (1977). Был спродюсирован бывшим менеджером Deep Purple Дереком Лоуренсом. Также на этом альбоме Николса уже нет, так как он ушёл в более известную рок-группу Black Sabbath

## Список композиций

### Сторона А
1. «Stand Up and Fight» — 4:43
2. «Charlie Snow» — 3:24
3. «Can’t Say No to You» — 6:17
4. «Revenge» — 4:13

### Сторона Б
1. «Stocking Up the Fires of Hell» — 4:07
2. «Rock 'n' Roll Children» — 4:51
3. «Questions» — 4:21
4. «Wildfire» — 6:03

## Участники записи
- Mike Taylor — Ведущий вокал
- Mick Hopkins — Гитара
- Malcolm Cope — Ударные
- Derek Arnold — Бас-гитара

Технический состав
- Derek J. Lawrence — Продюсер
- Pete Vernon — Фотограф
- Mark Phillips — Инженер